# 411
411 је била проста година.

## Догађаји
- Цар Хонорије шаље два римска генерала да се обрачунају са узурпатором Константином III у Галији. Убијају Геронтија, Константиновог побуњеног генерала (магистер милитум) у Шпанији, затим опседају Арл и побеђују Константина III. Заробљен је и убијен у Равени.
- После пораза Константина III, Бургунди и галско племство проглашавају Јовина, гало-римског сенатора, за цара Западног римског царства у Могонтиакуму (савремени Мајнц).
- Краљ Атаулф води Готе у Галију на подстицај Хонорија, који обећава да ће признати визиготско краљевство ако победи неколико узурпатора који прете Римском царству.
- Алани успостављају своју власт у римској провинцији Лузитанији (Португал јужно од реке Дуеро и Шпанија).
- Теутонска племена у Шпанији придружују се Запаном римском царству као федерати (савезници са војним обавезама).
- Инђо је наследио свог брата Ханзеија и постао 19. цар Јапана.
- Равула Едески постаје епископ Едесе.
- Одржавају се црквени сабори у Картагини, по питању донатизма.

## Смрти
- 18. септембар – Константин III, римски узурпатор
- Констанс II, узурпатор и син Константина III
- Геронтије, римски генерал
- Гундомар I, краљ Бургундије

- Википедија:Непознат датум — Свети Алексије - хришћански светитељ.